# Copa Oswaldo Cruz 1962
Copa Oswaldo Cruz 1962 - turniej towarzyski o Puchar Oswaldo Cruz między reprezentacjami Paragwaju i Brazylii rozegrano po raz szósty w 1962 roku.

## Mecze
| 21 kwietnia Rio de Janeiro |  | Brazylia | 6 | - | 0 | Paragwaj |

| 24 kwietnia São Paulo |  | Brazylia | 4 | - | 0 | Paragwaj |

## Końcowa tabela
| M | Reprezentacja | L.m. | Zw. | Rem. | Por. | Bramki | R.br. | Pkt |
| 1 | Brazylia      | 2    | 2   | 0    | 0    | 10:0   | +10   | 4   |
| 2 | Paragwaj      | 2    | 0   | 0    | 2    | 0:10   | -10   | 0   |

Triumfatorem turnieju Copa Oswaldo Cruz 1962 został zespół Brazylii.
Poprzedni turniej: Copa Oswaldo Cruz 1961, następny:Copa Oswaldo Cruz 1968.